# Dendromurinae
I Dendromurini (Dendromurinae Allen, 1939) sono una sottofamiglia di roditori, della famiglia dei Nesomiidi. 

## Descrizione

### Dimensioni
Si tratta piccoli roditori con la lunghezza del corpo tra 50 e 145 mm, la lunghezza della coda tra 28 e 132 mm e un peso fino a circa 70 g.

### Aspetto
La sottofamiglia comprende forme eterogenee con un legame filogenetico ed alcune caratteristiche morfologiche comuni, in particolare nella forma della superficie occlusiva dei primi due molari superiori costituita da lamine bicuspidate, mentre il terzo molare è sottile e con una sola radice. Il cranio presenta solitamente un rostro lungo e sottile, dei fori palatali ovali ed ampi e placche zigomatiche sottili. Gli incisivi superiori sono attraversati da un solco longitudinale eccetto che in Prionomys. La pelliccia è corta e soffice, talvolta attraversata da una striscia dorsale nera. Le orecchie e la coda variano nelle dimensioni. Le zampe anteriori hanno solitamente solo tre dita funzionali, mentre i piedi ne hanno cinque, eccetto in Malacothrix, dove sono presenti soltanto quattro. Talvolta l'alluce è sprovvisto di artiglio, sostituito da un'unghia appiattita. Le superfici plantari sono prive di peli, tranne che in Malacothrix, dove sono ricoperte densamente di peli.

## Distribuzione e habitat
I Dendromurini sono diffusi in tutta l'Africa subsahariana.
Vivono in praterie, arbusteti, pianure sabbiose, savane, ambienti alpini e subalpini, foreste, paludi, colture e boschi fino a 4.300 metri di altitudine.

## Tassonomia
La sottofamiglia si suddivide in 6 generi:
- Dendromus
- Dendroprionomys
- Malacothrix
- Megadendromus
- Prionomys
- Steatomys